# 주트섬

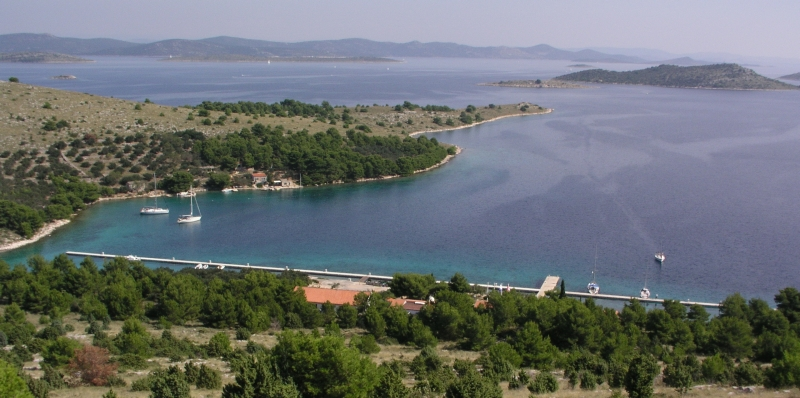
주트섬의 마리나

주트섬(크로아티아어: Žut)은 아드리아해에 위치한 크로아티아의 무인도로 면적은 14.83km2, 높이는 174m이다. 행정 구역상으로는 시베니크크닌주에 속하며 달마티아 중부에 위치한다. 파슈만섬과 코르나트섬 사이에 위치하고 있고 해안선의 길이는 45.9km에 달한다.
코르나티 제도에서 코르나트섬에 이어 2번째로 큰 섬으로서 섬 주변에는 89개에 달하는 큰 섬들과 작은 섬들, 암초들이 있다. 농지도 없고 상주 인구도 없지만 4월부터 10월까지 운영하는 마리나, 음식점, 그로서리 스토어가 입주하고 있다.

## 같이 보기
- 코르나티 제도